# Jacques Bonnier
Pour les articles homonymes, voir Bonnier.
Jacques Bonnier, né à  Saint-Jean-de-Védas le 6 mars 1942, est un rejoneador français. Il est aussi éleveur de taureaux de combat et de chevaux.

## Biographie
Il commence son apprentissage, en compagnie de Max Niquet, avec des taureaux de la manade d'André Rebuffat. Il débute en public dans une corrida sans mise à mort en 1968, face à un taureau de l'élevage Lousthau, à Palavas. Le 14 août 1970, il tue son premier taureau dans les arènes de Palavas-les-Flots, arènes où il prendra son alternative le 5 mai 1973 avec pour parrain Ángel Peralta et témoin Rafael Peralta.
En 1971, il fonde le club taurin de Saint-Jean-de-Védas ; il en devient ensuite le président d'honneur.
En 1976, il se présente en pays catalan à Gérone, Figueras, Lloret de Mar et Tarragone où il remporte un vif succès. Il poursuit sa carrière aux côtés des frères Domecq, des Peralta, de José Samuel Pereira Lupi, dans les grandes plazas de Madrid, Séville, Malaga. Il s'affirme comme excellent cavalier et rejoneador de talent qui a fait la vuelta aux arènes de Madrid en 1980, et qui poursuit sa carrière en Espagne comme en France.
En 1987, sa fille Jeanne, excellente cavalière, membre de l'équipe de France d'équitation, se tue accidentellement. Très marqué par cette mort, Jacques Bonnier, après quelques retours sans conviction, met fin à sa carrière le 14 octobre 1993 à Las Ventas, et il participe, la même année à un dernier paseo à Séville.
Il fonde alors un élevage de taureaux de combat dans le Berry, à Vicq-Exemplet ce qui est exceptionnel pour une manade, à laquelle il adjoint en 1995 un élevage de chevaux.